# Prase divoké
Prase divoké (Sus scrofa), hovorově divočák, je velký sudokopytník z čeledi prasatovití. Jeho domovinou je velká část Evropy a Asie, ale člověkem bylo zavlečeno i na jiné kontinenty.
Jedná se o typického všežravce, který k životu upřednostňuje staré lesní porosty. Prase divoké bylo vždy významnou lovnou zvěří, díky čemuž se velmi často objevuje ve folklóru. Bylo z něj vyšlechtěno prase domácí, které se chová pro maso a tuk.
Prasata divoká byla odpradávna vnímána jako škodná zvěř a z těchto důvodů byl v 19. a 20. století výrazně omezen i jejich výskyt na českém území, ve druhé polovině 20. století však počet prasat divokých v Česku opět narostl.
Dospělý samec prasete divokého se označuje jako kanec či kňour, samice jako bachyně, mládě od porodu (metání) do 31. března následujícího roku jako sele (případně markazín, pokud má ještě pruhovanou srst), mladý jedinec poté do 31. března dalšího roku jako lončák.

## Popis
Prase divoké je velký sudokopytník (myslivecky černá zvěř). Dospělí samci (kanci, kňouři) dorůstají délky 120–180 cm a v kohoutku měří 55–100 cm. Jejich hmotnost značně kolísá v závislosti na poddruhu, v jednotlivých oblastech se viditelně liší i v rámci evropského poddruhu Sus scrofa scrofa, v průměru však činí 50–90 kg. Ve Francii byl v roce 1999 zastřelen samec vážící celých 277 kg, v Rumunsku a Rusku byli několikrát zaznamenáni i samci s hmotností téměř 300 kg.
Vzhledem k poměru těla má prase divoké nápadně velkou hlavu a relativně krátké končetiny. Jeho srst je tvořená hustými štětinami, které ho chrání před nepříznivými vlivy. U některých poddruhů, zejména jihoasijských, tvoří štětiny značně dlouhou hřívu. Její zbarvení kolísá mezi rezavou, přes různé odstíny hnědé až po tmavošedou a černou. Někdy, zejména u asijských poddruhů, bývá na hlavě přítomna kresba v podobě světlého pásku, který se táhne od koutku tlamy k uchu. Během zimy je srst výrazněji hustší a tmavší. Selata jsou během prvního roku života hnědá a světle pruhovaná. V této fázi života se selata nazývají markazíni podle francouzského označení marcassin, které bylo v nezměněné podobě převzato i do angličtiny.
Mezi další nápadné znaky prasete divokého patří jeho čtyři výrazné trojhranné špičáky, jež se při dorůstání zahýbají vzhůru. Slouží hlavně jako účinná zbraň při soubojích. U samců dorůstají obvykle 20 cm, ve výjimečných případech však mohou dorůst až do délky 30 cm. Spodní špičáky kňourů myslivci nazývají páráky či zbraně a menší horní špičáky klektáky. U samic (bachyní) jsou viditelně menší a směřují směrem nahoru výrazně mírněji, navíc pouze u starších jedinců (tzv. háky). Prase divoké má skvěle vyvinutý čich a sluch, jeho nejhůře vyvinutým smyslem je zrak.

## Rozšíření
Nejenže je prase divoké daleko nejrozšířenějším zástupcem celé své čeledi, ale navíc patří – a to díky zásahu člověka – i mezi nejrozšířenější pozemské savce. Jeho areál rozšíření se v průběhu staletí značně měnil a v mnoha oblastech, kde byl dříve běžný (Dánsko, Egypt, Irsko, Norsko), byl vyhuben, do některých byl naopak zavlečen a hojně se zde vyskytuje dodnes. Od 2. poloviny 20. století se však prase většinu svého původního areálu znovu osídlilo a na mnoha místech se stalo přemnoženým druhem. Jeho domovinou je téměř celá Evropa s výjimkou části Skandinávie a Velké Británie, kde byl vyhuben a později reintrodukován zpět do volné přírody. Dnes však již obývá všechny světové kontinenty kromě Antarktidy.
Ačkoli je dnes jeho populační trend nejistý, na území mnoha států jeho početnost v posledních letech rapidně stoupla a v některých z nich je již považován za vážného škůdce. Výrazné navýšení početnosti prasat divokých bylo zaznamenáno i v Česku. Je zajímavé, že na českém území byla prasata divoká do 18. století ve volné přírodě prakticky vyhubena a chovala se pouze v oborách. Tento trend přetrval celé 19. a první polovinu 20. století. Teprve po druhé světové válce se objevila volně žijící divoká prasata, jednalo se o zvířata uprchlá ze zrušených obor i o migranty z území Bavorska a Polska. Divoká prasata se v české přírodě dokázala výborně adaptovat. Přibližně od roku 1950 počet divokých prasat v Česku rapidně vzrůstá a v současnosti je v mnoha oblastech již přemnoženým druhem. V optimálním prostředí přitom připadají zhruba 2–3 kusy/100 ha lesa. Předpokladem jejich šíření je vysoká plodnost, absence přirozených predátorů a schopnost využívat téměř jakékoli dostupné potravní zdroje. Velké přemnožení a stížnosti obyvatel vedou k organizování hromadných odstřelů, např. v Brdech za jeden den počátkem prosince 2013 bylo zastřeleno 140 kusů.
Prase divoké ke svému životu preferuje zejména staré listnaté lesy s bohatým podrostem a s dostatkem příležitostí k bahenním „koupelím“.

## Taxonomie a poddruhy
V rámci druhu prasete divokého bylo v minulosti popsáno více než 30 poddruhů, z nichž je vědci zpravidla uznáváno 16.
- Prase divoké evropské (Sus scrofa scrofa) je nominátní poddruh rozšířený na většině území Evropy od Španělska po jihozápadní Sibiř. Je to velký poddruh s hustou, tmavě šedohnědou až černohnědou srstí, na hlavě není vytvořena kresba, hřbetní hříva bývá poměrně výrazná. Lebka je vysoká a má dlouhé, úzké slzní kosti.
- Prase divoké karpatské (Sus scrofa attila) žije v Rumunsku, přilehlé části Maďarska, Ukrajiny a Srbska, především v horách. Patří mezi největší poddruhy, zbarvení je tmavě hnědé, světlejší než u prasete divokého evropského, slzní kosti dlouhé a poměrně široké.
- Prase divoké italské (Sus scrofa majori) - rozšířeno v bažinách oblasti Maremma v západní Itálii, menší poddruh s kratší a vyšší lebkou a kratšími slzními kostmi, zbarvení hnědé až tmavě rezavé.
- Prase divoké sardinské (Sus scrofa meridionalis) - nápadně malý, světleji hnědý až olivově zbarvený poddruh, někdy mívá kresbu na lících, hříva chybí. Rozšířen na Sardinii, Korsice a patrně i v jižním Španělsku.
- Prase divoké severoafrické (Sus scrofa algira) - menší poddruh s řídkou srstí, zbarvení šedé, lebka poměrně vysoká, rypák tenčí, ale kly delší než u evropských prasat. Rozšířeno v Maroku, Alžírsku a Tunisku, především v horských lesích.
- Prase divoké anatolské (Sus scrofa lybicus) -rozšířené na jihu Balkánského poloostrova, v Malé Asii a v Zakavkazsku, v minulosti zřejmě až do Egypta (kde bylo vyhubeno). Světle šedohnědé, poněkud menší než evropská prasata, lebka plošší a srst řidší. Možná totožné s předchozím poddruhem.
- Prase divoké středoasijské (Sus scrofa nigripes) - poměrně velké, světle hnědé až plavé s nápadně tmavýma nohama, kresba na hlavě chybí a slzní kosti jsou poněkud zkráceny. Vyskytuje se na území Kazachstánu, Uzbekistánu, Kyrgyzstánu a jihozápadní Číny, zasahuje do pohoří Ťan-šan a Himálaj.
- Prase divoké sibiřské (Sus scrofa sibiricus) - vyskytuje se v oblasti Bajkalu a v Mongolsku, poněkud menší než divoké prase evropské a amurské, lebka poměrně krátká, srst tmavě hnědá, hustá, ale bez hřívy, kresba na hlavě je přítomna, slzní kosti silně redukované.
- Prase divoké amurské (Sus scrofa ussuriensis) - největší poddruh, srst hustá, tmavě hnědá až černá s málo zřetelnou hřívou, lebka kratší a rypák širší než u evropských divokých parasat, na hlavě přítomna světlá kresba, slzní kosti zkrácené a široké. Žije v povodí Amuru na jihovýchodě Sibiře, v severní Číně a Koreji.
- Prase divoké perské (Sus scrofa davidi) - světle kávově hnědé, menší než prase divoké středoasijské, ale s dobře vyvinutou hřívou, kresba na hlavě je zřetelná, lebka plochá a rypák dlouhý. Je rozšířené v Afghánistánu, Pákistánu a východním Íránu.
- Prase divoké indické (Sus scrofa cristatus) - menší, tmavý poddruh s nápadně vysokýma nohama, poměrně tenkým, ale dlouhým rypákem a silně vyvinutou hřívou, kresba na hlavě obvykle málo zřetelná. Žije v Indii, Myanmaru a na Srí Lance.
- Prase divoké čínské (Sus scrofa moupinensis) menší poddruh ze střední a jižní Číny a severního Vietnamu, zbarvení je hnědé, kresba na hlavě nepříliš zřetelná, hlava poměrně krátká a vysoká, rypák tenčí a uši menší než u evropských divokých prasat.
- Prase divoké japonské (Sus scrofa leucomystax) - malé, světle šedohnědé prase se zřetelnou kresbou na hlavě, kde se někdy tvoří jakési světlé licousy. Lebka nízká a rypák poměrně krátký. Rozšířeno na japonských ostrovech Honšú, Kjúšú a Šikoku.
- Prase divoké rjúkjúské (Sus scrofa rikiuanus) - velmi malý, černě zbarvený poddruh z japonského souostroví Rjúkjú, kresba na hlavě chybí.
- Prase divoké tchajwanské (Sus scrofa taivanus) - velmi malý, tmavý poddruh s krátkou, řídkou srstí a světlou kresbou na lících, omezený na Tchaj-wan, kresba na hlavě nezřetelná.
- Prase divoké páskované (Sus scrofa vittatus) - nejmenší a vývojově nejprimitivnější poddruh, zbarvení je rezavé s výraznou kresbou na hlavě, hlava nízká a plochá s tenkým rypákem, srst řídká. Vyskytuje se v jižním Thajsku, Malajsii a Indonésii (Sumatra, Jáva, Bali, Sumbawa, Komodo).

## Etologie

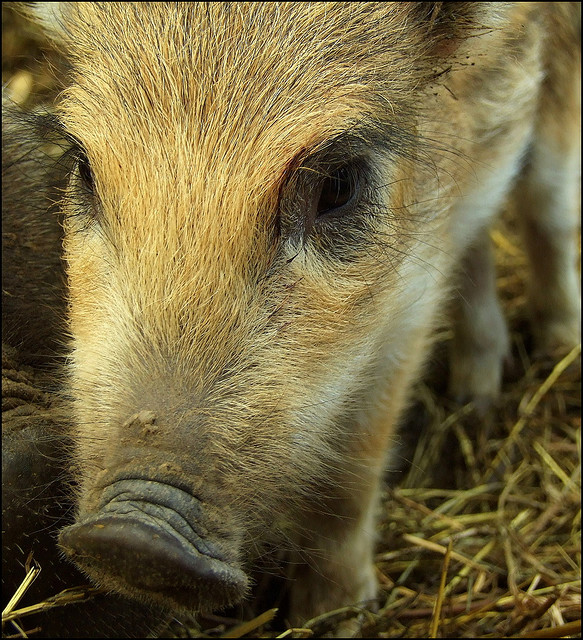
Sele prasete divokého - markazín

Prase divoké je aktivní zejména v noci, den tráví většinou odpočinkem. Jedná se o skrytě žijící tvory, kteří se díky svým dokonale vyvinutým smyslům většinou velmi účinně vyhýbají přítomnosti člověka. Jejich přítomnost v lese však často můžeme zaznamenat díky jejich bahenním koupelím, ve kterých je bahno v loužích rozválené na velké ploše. Žijí obvykle ve skupinách, které průměrně obsahují 20, vzácně až 50 jedinců. Výjimkou jsou pouze staří samci, kteří žijí samotářsky.
Jsou schopni vyvinout rychlost 48 km/h.

### Potrava
Prase divoké je typický všežravec. Požírá trávu, hlízy, ořechy, různé bobule, kořeny, odpadky, hmyz, malé plazy a mršiny. Často navštěvuje pole, zvláště kukuřičná, kde dokáže napáchat značné škody. Objevuje se také na smetištích, a dokonce v obcích, kde si hledá potravu v okolí popelnic a kontejnerů. Byla pozorována divoká prasata, jak převracejí popelnice a valí je před sebou, aby z nich vysypala odpadky. Právě všežravost je jedním z hlavních předpokladů úspěšného šíření divokých prasat.

### Predátoři
Pro dospělá prasata představuje největší nebezpečí zejména vlk nebo medvěd, selata se mohou zase stát relativně snadnou kořistí rysů, lišek, koček divokých nebo různých dravců (orel skalní a mořský), popřípadě výrů. Důvodem lokálně zvýšených stavů divokých prasat je zejména způsob zemědělského hospodaření, pěstování obilovin pro energetické účely, nemožnost jejich lovu na brownfieldech a v městských aglomeracích. V Asii tvoří prasata divoká jednu z nejdůležitějších složek potravy tygra i větších jedinců varana komodského.

### Rozmnožování

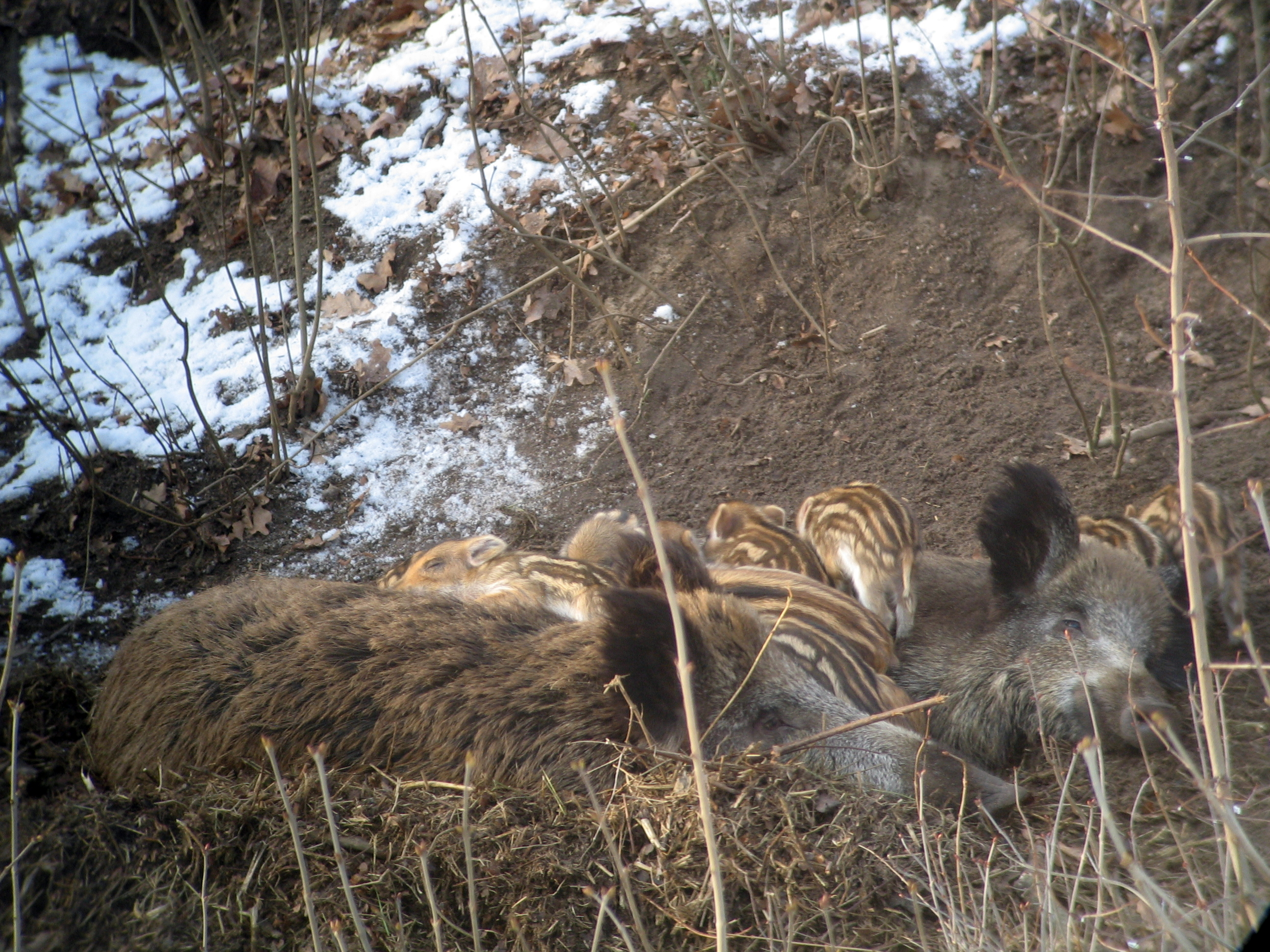
Bachyně se selaty

Samice (bachyně) prasat divokých pohlavně dospívají v 8. až 10. měsíci života, samci přibližně ve věku 2 let. Doba páření je značně ovlivněna klimatickými podmínkami, ve střední Evropě však většinou probíhá v rozmezí od listopadu do ledna. Samice je březí 114–118 dnů. Ve střední Evropě vychází většina vrhů na období od března do května. Počet mláďat ve vrhu se pohybuje od 3 do 12. Těsně před vrhem se samice odpojuje od své skupiny a zpět se k ní připojuje až v době, kdy jsou již selata odrostlá. Selata neboli markazíni se vyznačují podélně pruhovaným ochranným zbarvením, které ztrácejí koncem prvního roku života. Během péče je bachyně přitom velmi ostražitá a v případě bezprostředního ohrožení může potenciálního predátora napadnout.

## Prase divoké a člověk

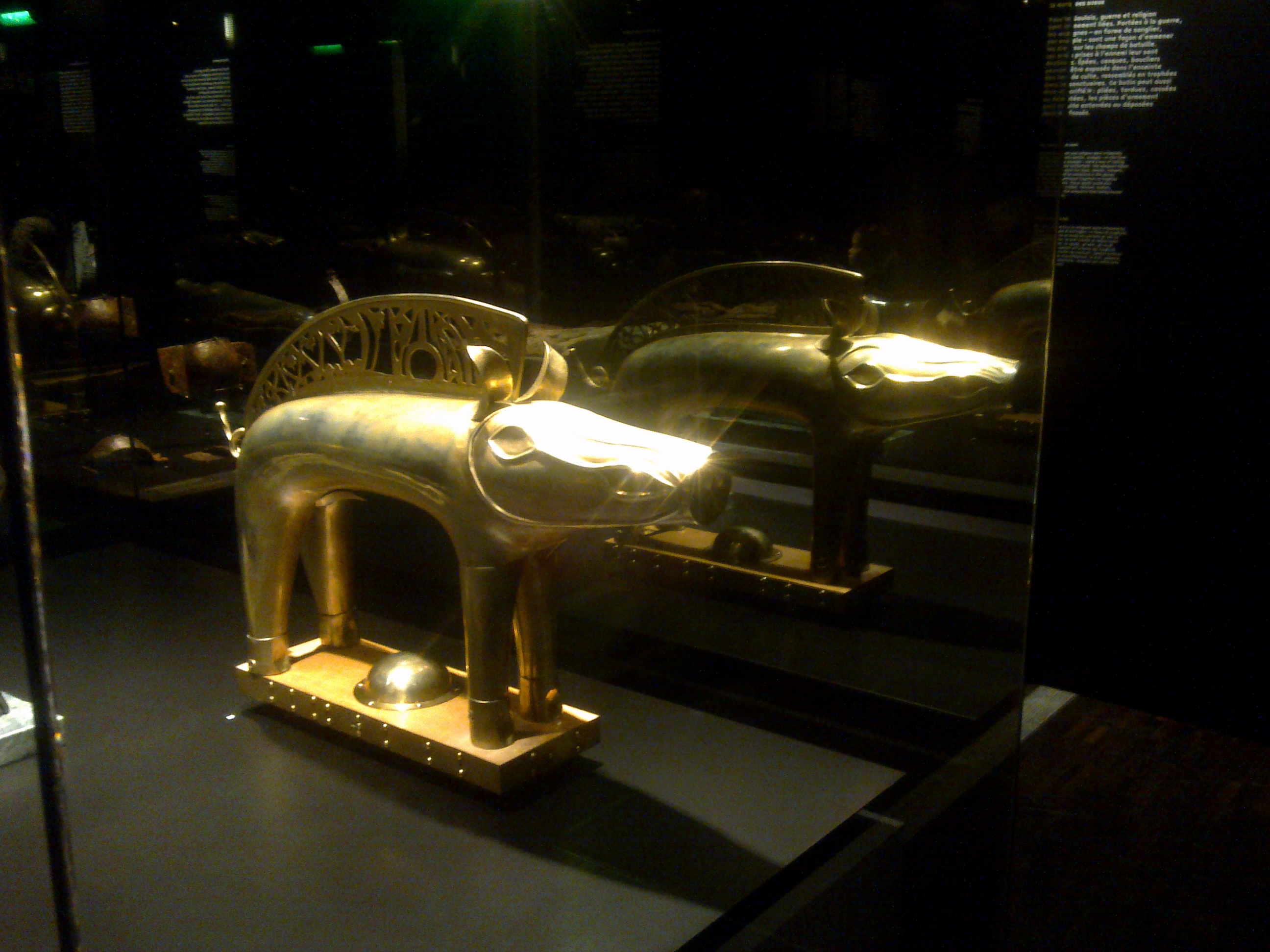
Soška divočáka z galské korouhve ze Soulac-sur-Mer

Prase divoké se v lidské kultuře objevuje již od pravěku, většinou jako významný zdroj masa a tuku, ale též jako symbol plodivé síly, mužnosti a odvahy. Již na paleolitických jeskyních malbách ze španělské Altamiry můžeme spatřit kance a jejich lov. Lov na kance nebyl pro pravěké a starověké lovce jen cestou k získávání potravy, ale též důkazem mužnosti a odvahy. Soubojem s nebezpečným kancem proto později prokázali svou sílu a statečnost mnozí hrdinové starověkých mýtů, eposů a pověstí. Největší hrdina řecké mytologie Héraklés měl za úkol chytit kance z hory Erymanthu a přinesl ho živého do Mykén, Théseus zabil cestou do Athén divokou svini z Krommyónu a princ Meleagros s lovkyní Atalanté usmrtili strašlivého kance z Kalydónu, který byl zasvěcen bohyni Artemidě. Nad kancem zvítězil i velšský hrdina Culhwch. Z českých pověstí je znám příběh o Bivojovi, který chytil kance z Kavčích hor a přinesl ho kněžně Kazi na Vyšehrad. Ne všichni hrdinové starověkých mýtů však v boji s kancem uspěli, například milenec bohyně Afrodíty jménem Adónis, další řecký hrdina Ankaios nebo keltský hrdina Diarmuid v souboji s kancem přišli o život.

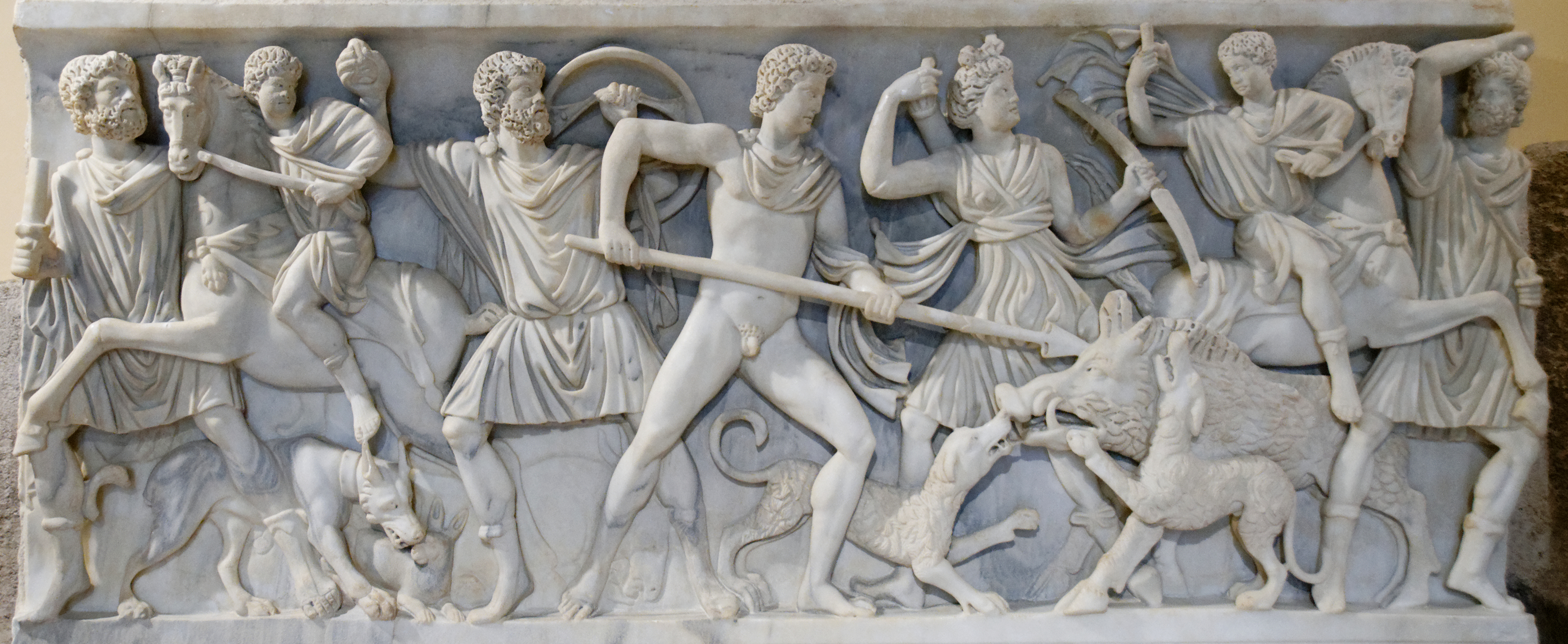
Hon na kance podle římského mramorového reliéfu, 1. století n. l.

V mytologii kanec také často doprovází bohy, například galskou bohyni Arduinnu, která na kanci jezdila, ale také římského Jupitera či řeckou Artemidu. vikinského boha Freye doprovází jako jízdní zvíře kanec Gullinbursti se zlatými štětinami. V keltské mytologii zase vystupují lidé, kteří se teriantropicky proměňovali v kance, jako irský legendární hrdina Cian, jenž byl v této podobě ubit syny svého protivníka Tuireana. Keltové i Germáni však navzdory tomu s oblibou jedli kančí maso, což bylo populárním způsobem zpracováno v komiksech a animovaných filmech o Asterixovi a Obelixovi.

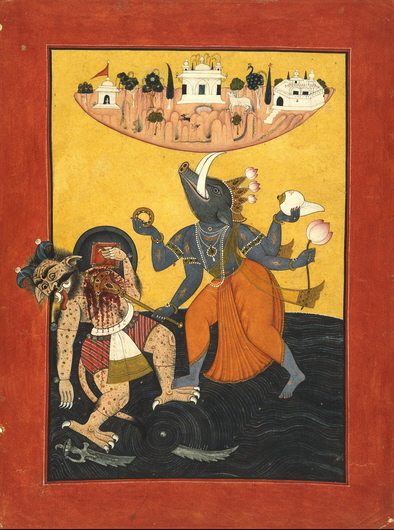
Indický bůh Višnu v podobě kance Varáhy

Kanec nebo jeho hlava vždy byl i častým symbolem bojovníků a vládců, jako představitel plodnosti, síly a statečnosti. Kančími kly zastrčenými v uších či nosních otvorech se odedávna zdobí papuánští bojovníci z Nové Guiney, Dajakové z Bornea nebo Nágové ze severovýchodní Indie, kteří si také zdobí kančími kly čepice nebo z nich vyrábí náramky. Obliba kančích klů se netýká jen přírodních národů. Homérské eposy, zvláště Ilias, i archeologické nálezy dokládají, že staří Řekové v mykénském období často zdobili kančími kly přílby. Ve starověku figurovalo zobrazení kance na štítech řeckých hoplítů i římských legionářů. Kance si zvláště vážili Galové, jejich korouhve byly ukončeny malou figurkou kance a jejichž válečnické trumpety zvané karnyx mívaly často tvar kance s otevřenou tlamou. Malé sošky kance se na konci starověku objevují na přílbách Anglosasů. Později se stal kanec či jeho hlava součástí šlechtických erbů, v Českých zemích např. Buzicové a od nich odvození Zajícové z Hazmburka, Šelmberkové, v Prusku např. Dönhoffové, ve Skotsku klan Campbell. Kanec je rovněž součástí znaků některých měst v Česku (Žamberk), na Slovensku (Malacky), v Německu (Eberbach, Eberschwang, Eberstadt), Rusku (Rylsk), Srbsku (Kragujevac), Švýcarsku (Berg am Irchel), Francii (Talence) a Itálii (Albano Laziale, Benevento, Peia), anglický král Richard III. měl ve svém erbu dva bílé kance jako štítonoše.

Bílý kanec nesoucí motto Richarda III.

Kanci hrají velkou roli i v asijské mytologii. Jeden z nejvýznamnějších hinduistických bohů, Višnu, na sebe ve svém třetím avatáru vzal podobu kance Várahy, aby přemohl zlého obra Hirnajákšu a vysvobodil z jeho zajetí bohyni Země. V odkazu na tento mýtus užívali kance jako svůj znak králové jihoindické středověké říše Vidźajanagar. V mýtech Kyrgyzů a Burjatůse se hovoří o kancích, kteří zachránili legendární předky těchto etnik. První král Mandžuů měl podle pověsti kančí hlavu a Mandžuové proto nejedli kančí maso.

### Lov

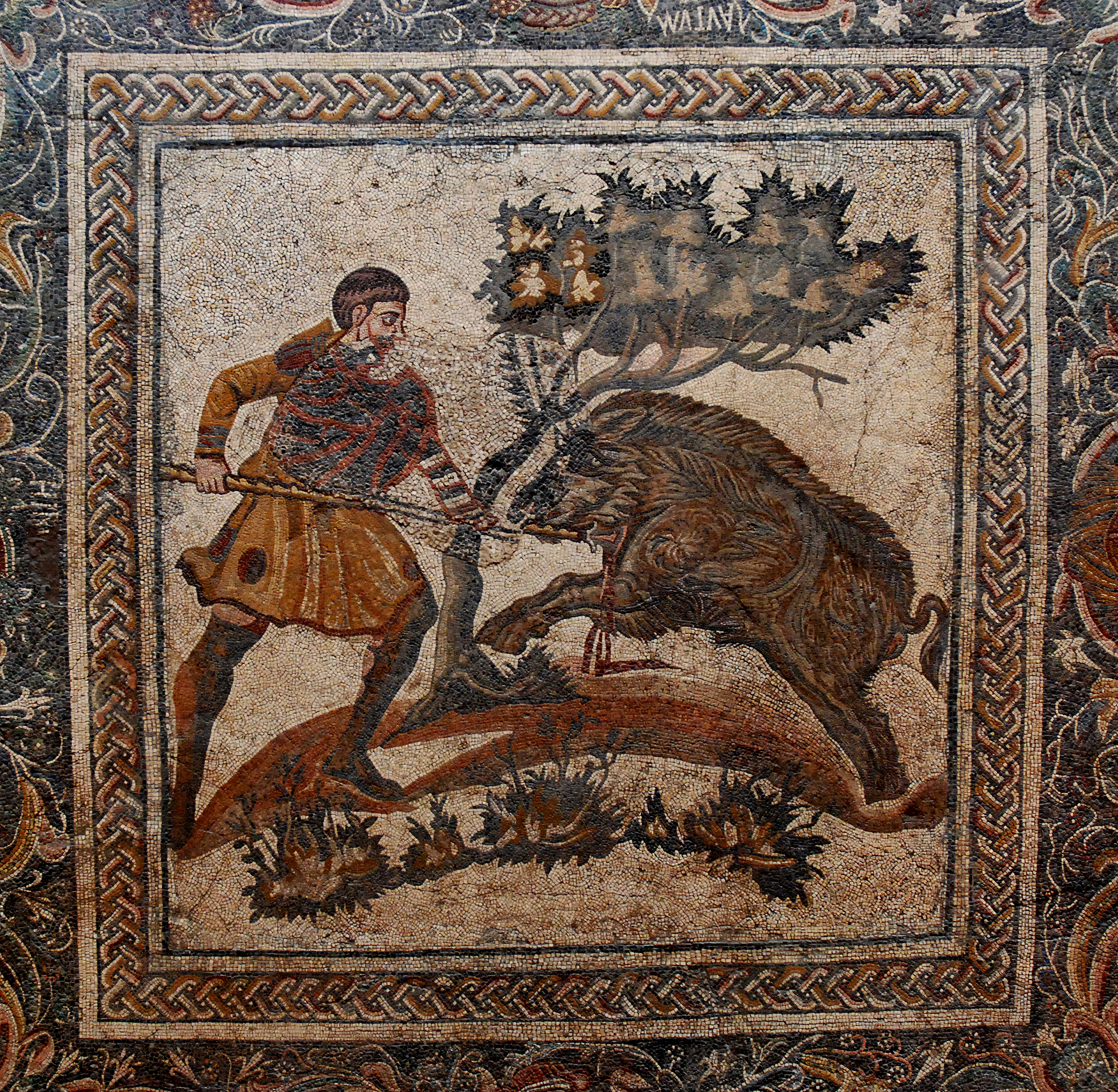
Lov na kance na římské mozaice, 3.–4. stol. n. l., Mérida, Španělsko

Černá neboli rytířská zvěř, jak prase divoké nazývají myslivci, patřilo odedávna k oblíbené lovné zvěři. Doklady o jeho lovu v podobě jeskynních maleb i ve formě zbytků kostí z odpadních jam, známe již z paleolitu. Kanec byl hojně loven v antickém Řecku, o čemž svědčí vázové kresby, mýty, ale také Xenofónův spis Kynagetikos (Psovod či O lovu), v němž se popisuje hon na kance se psy i jejich chytání do pasti zvané stupka, což byl jakýsi věnec z houžví, opatřený ostrými, dovnitř směřujícími hroty. Past se umístila na pěšině nad malou jamku, tak, aby do ní divočák šlápl a navlékl si ji na nohu. Past byla přivázána ke špalku, který zvířeti bránil v útěku. Tuto velmi nehumánní past dodnes užívají lovci v Africe při chytání zeber, antilop či prasat bradavičnatých.

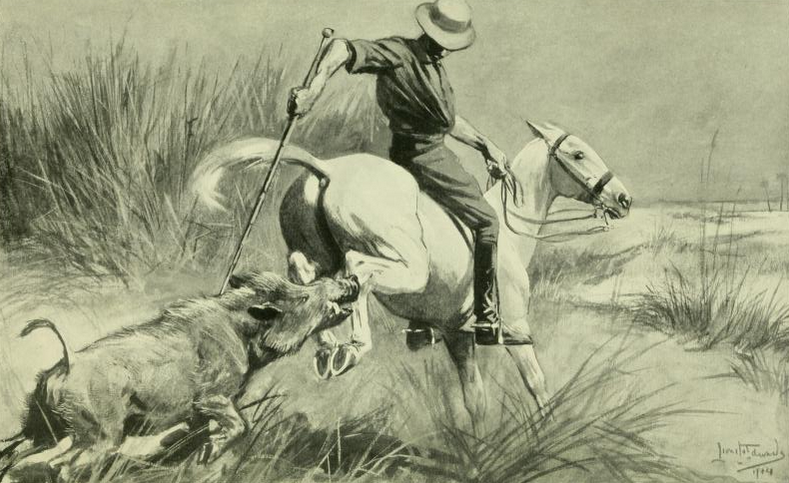
Pigsticking v Indii roku 1914

Ve starém Římě bylo kančí maso oblíbeným pokrmem na hostinách. Divoká prasata byla ve starém Římě, podobně jako jiná divoká zvířata, zneužívána při surových hrách v cirku. Kanci při nich byli zabíjeni venatory, štváni proti jiným zvířatům nebo i odsouzeným zločincům, které měli roztrhat, někdy dokonce i v rámci divadelního představení.
Lov na černou a jelení zvěř, obvykle ve formě jezdecké štvanice se smečkou psů, byl oblíbenou zábavou šlechty v evropském středověku. Náruživě se mu věnovali i čeští králové Václav I. a Václav IV. Ve středověku a raném novověku byl lov divokých prasat vyhrazen jen šlechtě, poddaný, který by kance zabil, mohl být přísně potrestán jako pytlák. Prasata však páchala škody na polích poddaných, kteří je ilegálně zabíjeli, proto docházelo ke konfliktům mezi šlechtou a poddanými. Lov na kance byl nebezpečný, výjimkou při něm nebylo ani usmrcení lovce poraněným zvířetem. Takto zahynul například perský emír Vušmgir, uherský princ Imrich, syn krále Štěpána I., kníže Vilém II. Hennebersko-Schleusingenský nebo chorvatský šlechtic Nikola Zrinski.

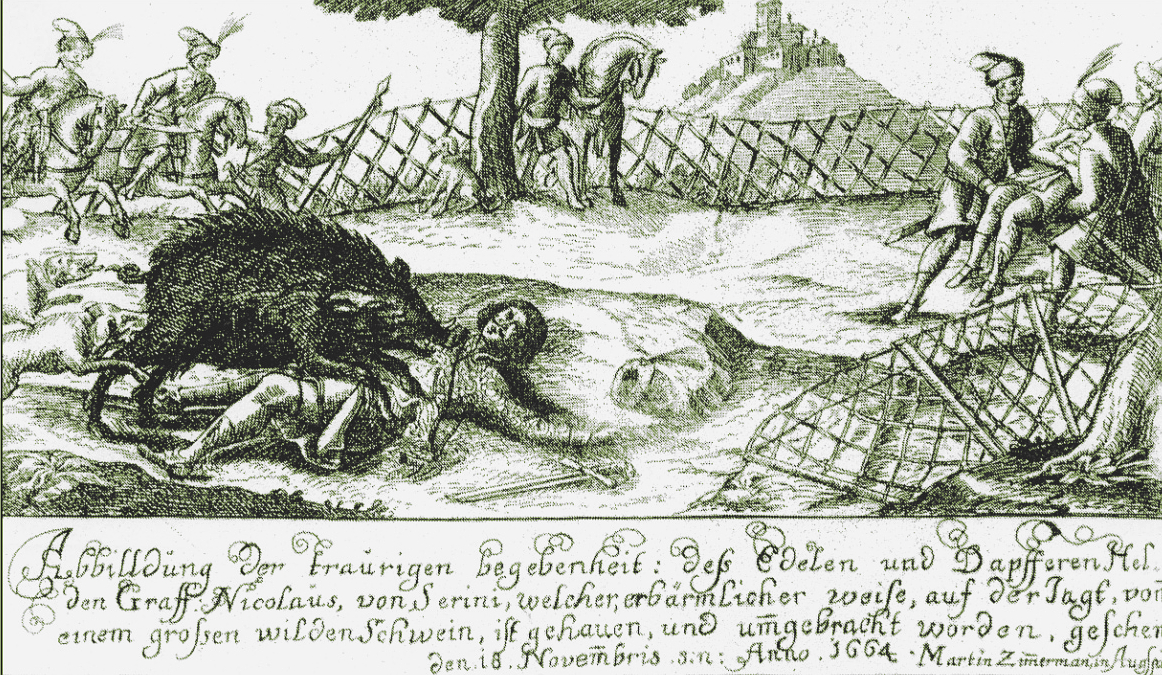
Smrt Nikoly Zrinského při lovu na kance roku 1664

V období renesance a baroka byl oblíben hlavně lov v leči obestavěné plátny. Při těchto lovech byla černá zvěř nahnána do velkých ohrad z pláten či sítí, kde ji urození lovci nebo lovecký personál štvali s pomocí silných psů a usmrcovali kopími, jindy divočáky pronásledovali lovci na koních a zabíjeli je zvláštními kančími meči. Od 17. stol. bývala zvěř v obestavěné leči střílena, urození lovci nebo i dámy, doprovázeni nabíječi, stříleli černou i jelení zvěř z vyvýšených altánů či tribun. Tento způsob lovu si oblíbil například císař Karel VI. a jeho manželka Alžběta Kristina, ještě na počátku 20. století však takto divočáky lovil František Ferdinand d'Este. 
Ve viktoriánském období byl oblíbeným sportem britských koloniálních důstojníků v Indii zvláštní způsob jezdecké štvanice na divočáky, tzv. pig sticking. Cílem bylo v plném trysku dohonit klikatě běžící prase a skolit ho kopím. Důstojník Michael Rosenthal, kritizovaný za to, že se vášnivě oddával tomuto surovému sportu, prohlásil: „Je to nejlepší a nejvíce vzrušující zábava jak pro jezdce, tak pro jeho koně. A myslím, že se při tom baví i to prase.“ Tento sport byl Angličany zaveden i ve Východní Africe, kde však bylo loveným druhem prase bradavičnaté. Známým milovníkem pig-stickingu byl zakladatel skautingu Robert Baden-Powell.

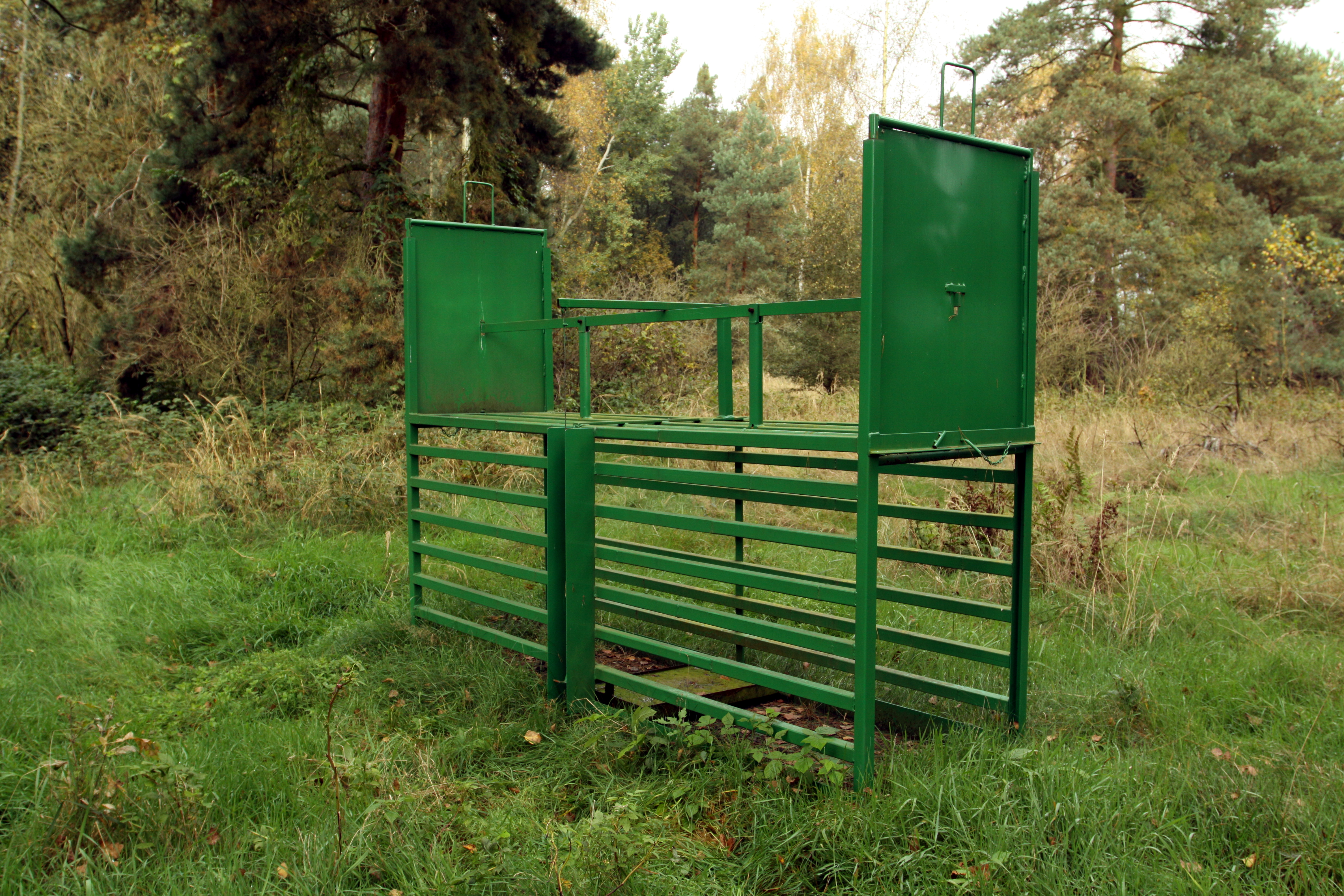
Past na odchyt prasete divokého na území přírodní památky Pamětník

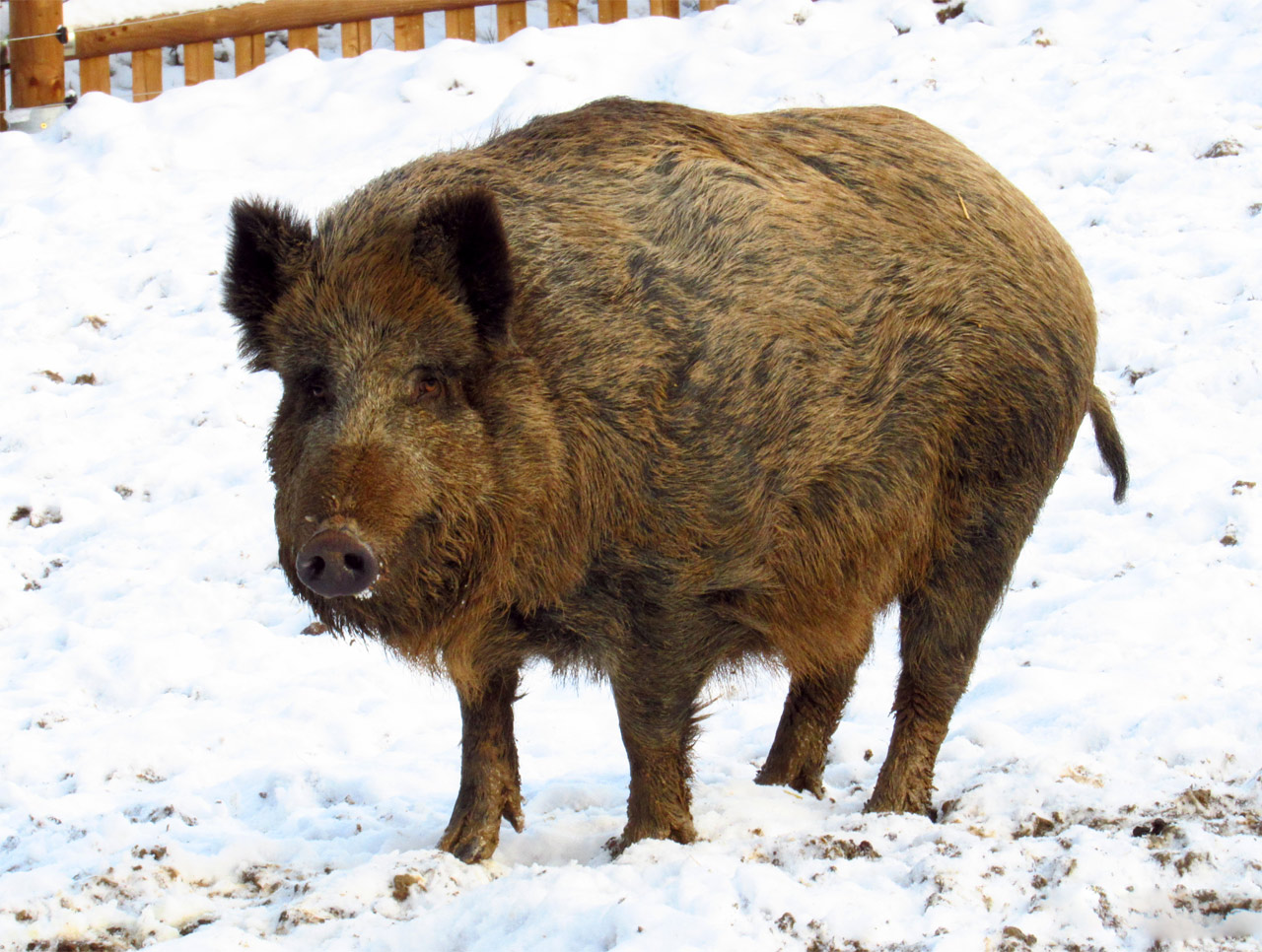
Prase divoké v Zoo Tábor

V současnosti je prase divoké v České republice druhý nejvíce lovený druh srstnaté zvěře, roční odstřel činil v roce 2015 rekordních 185 496 jedinců a každoročně mírně stoupá. Loví se většinou na čekané nebo při společných naháňkách, zřídka vábením. Zejména selata lze přivábit napodobením chrochtání bachyně pomocí zvláštní rourovité vábničky. Při lovu černé zvěře dělají dobré služby lovečtí psi, například border teriér, bulteriér, slovenský kopov ale i jezevčíci. Poraněný kňour nebo vodící bachyně nezřídka útočí i na člověka a mohou lovce nebezpečně zranit svými špičáky. V zemědělských oblastech působí divoká prasata značné škody na polích, s oblibou žerou mladou kukuřici, brambory, dýně a další plodiny. Prasata je v ČR povoleno lovit celoročně. Živá černá zvěř se odchytává pomocí lapáků, konstruovaných na principu sklopce, což je klec s padacími dvířky. Pokud prase vstoupí do klece, dvířka za ním zapadnou.
Myslivci označují samce prasete divokého slovem kňour, samice je bachyně. Mladá zvěř obojího pohlaví v prvním roce života je známa jako markazíni, letošáci či selata, v druhém roce života jako lončáci. Trofejí z prasete divokého je kůže, ale především kly, mezi myslivci označované jako zbraně, a to jak delší spodní páráky, tak kratší horní klektáky, jimiž rozzuřený kanec klektá, tj. vydává cvakavé zvuky.
Kančí zvěřina je velmi chutná, chutí se podobá vepřovému, je však méně tučná, má tmavší barvu typickou příchuť zvěřiny a obsahuje více aminokyselin. K typickým úpravám v české kuchyni patří kančí se šípkovou omáčkou, zvěřinový guláš nebo pečeně se zelím a knedlíkem, z méně kvalitních částí lze připravit sekanou pečeni, karbanátky nebo tlačenku. Selata lze grilovat vcelku. Všechny pokrmy z masa černé zvěře (např. klobásy) by měly být důkladně tepelně opracovány z důvodů rizika nákazy trichinelózou. Ze štětin se dříve vyráběly štětce a kartáče.

## Onemocnění
Divoká prasata jsou vnímavá vůči týmž chorobám jako prasata domácí. Patří k nim červenka, chřipka prasat či africký mor prasat (AMP), jehož výskyt se poprvé v České republice objevil v druhé polovině roku 2017 ve zlínském okrese. Zasažená oblast byla uzavřena pachovými ohradníky a probíhá v ní hromadný odlov divočáků ve snaze nákazu eliminovat.
Dalším smrtelně nebezpečným onemocněním je Aujeszkyho choroba, jíž se od divokých prasat mohou nakazit i domácí psi. Z parazitálních onemocnění je významná trichinelóza, jež způsobuje svalovec stočený a při požití nedokonale tepelně upravené zvěřiny se jí může nakazit i člověk..